# Poggibonsi
Poggibonsi es una comuna italiana de 28.907 habitantes de la provincia de Siena.

## Historia
Desde el punto de vista geológica el territorio de Poggibonsi se formó en el Terciario y sobre todo en el Plioceno. Hay numerosas necrópolis etruscas-romanas a poca distancia en dirección norte, noreste.

## Evolución demográfica
| Gráfica de evolución demográfica de Poggibonsi entre 1861 y 2001 |
|                                                                  |
| Fuente ISTAT - elaboración gráfica de Wikipedia                  |

## Lugares de interés

### Iglesias
- Iglesia de San Giovanni in Jerusalem alla Magione
- Iglesia de Sant'Andrea a Papaiano
- Iglesia de San Lorenzo
- Colegiata de Santa Maria Assunta
- Santuario de Santa Maria al Romituzzo
- Convento de San Lucchese
- Iglesia de Santa Maria Assunta a Staggia
- Iglesia de Santa Maria a Talciona
- Iglesia de San Pietro a Cedda

### Edificios civiles
- Fonte delle Fate
- Teatro Politeama
- Teatro Verdi

### Edificios militares
- Castello di Staggia Senese
- Fortezza di Poggio Imperiale
- Castello della Magione